# 71 (getal)
71 (eenenzeventig) is het natuurlijke getal volgend op 70 en voorafgaand aan 72.
In de Franse taal (vooral in Frankrijk) is het getal 71 samengesteld uit meerdere telwoorden: soixante et onze (60+11). Andere Franstaligen, zoals de Belgen en de Zwitsers, gebruiken: septante et un.

## Overig
71 is ook:
- Een priemgetal
- Het jaar A.D. 71 en 1971.
- Het atoomnummer van het scheikundige element Lutetium (Lu).